# The Great Waldo Pepper
The Great Waldo Pepper és una pel·lícula estatunidenca dirigida per George Roy Hill, estrenada l'any 1975.

## Argument
Anys 1920, Estats Units, la vida de pilots antics «herois de la gran guerra», i les seves diverses i difícils reconversions professionals.
Després de la Primera Guerra mundial, l'aviador Waldo Pepper (Robert Redford) es guanya la vida i satisfà la seva passió per pilotar donant espectacles aeris i batejos en l'aire a ciutadans de petites ciutats americanes. Roman secretament dolgut per no haver mai esdevingut un gran as, havent passat un llarg temps com a instructor en una escola de pilotatge. Per contra, pretén, durant els seus espectacles, haver sobreviscut a un enfrontament contra l'as alemany Ernst Kessler, a qui hauria cavallerosament perdonat la vida. De fet, Waldo s'apropia de la història d'un altre pilot americà que va ser posteriorment mort en combat. Perd la seva notorietat local i la seva autoestima el dia que un altre pilot sobrevivent de la Gran Guerra, Axel (Bo Svenson), revela la veritat a la seva amiga.
Però, els dies estan comptats per a aquests pilots massa intrèpids que presenten espectacles acrobàtics basats en el perill, que atreu i fa vibrar les multituds. Homes de negocis volen explotar comercialment l'aviació i, per a ells, l'avió ha de ser presentat al públic com un mitjà de transport pràctic i segur. El drama sobrevé quan un enginyer, amic de Pepper, es mata en un espectacle. Privat de la seva llicència de pilot, Waldo Pepper esdevé actor d'escenes de perill per al cinema a Hollywood. S'hi guanya honestament la vida i acaba per oblidar els seus desenganys quan el seu passat l'atrapa sota la forma d'Ernst Kessler, que ha vingut a participar en el rodatge d'una pel·lícula de guerra en la qual es reconstruirà el famós combat en què Waldo no ha participat mai. Waldo substitueix l'actor retingut pel rodatge i decideix d'enfrontar-se a Kessler en l'aire. Kessler accepta el duel que s'acaba, com el combat autèntic del 14-18, sense vencedor ni vençut, amb una mútua salutació militar.

## Al voltant de la pel·lícula

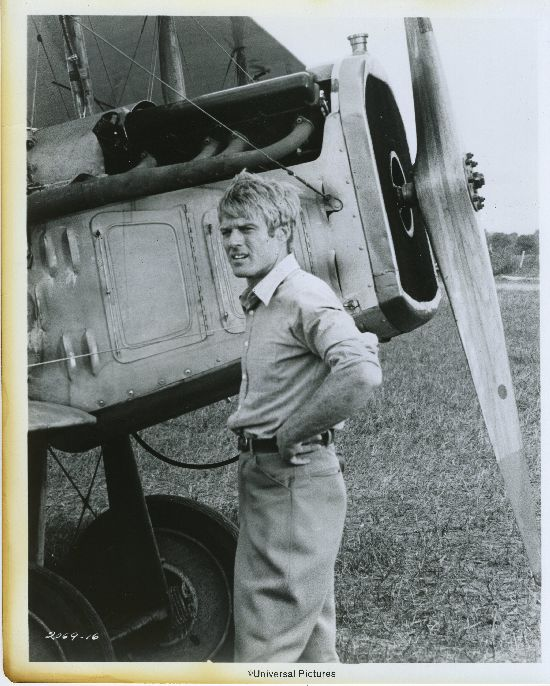
Robert Redford

El personatge d'Ernst Kessler està directament inspirat de l'as alemany de la Primera Guerra Mundial Ernst Udet, que, en l'entreguerra i abans de tornar en qualitat de general de la Luftwaffe renaixent, sota l'impuls del seu amic Hermann Goering, va viure als Estats Units, on va fer nombroses demostracions aèries. Algunes de les tècniques que hi havia experimentat durant els seus espectacles van servir de base en l'entrenament dels pilots alemanys del famós bombarder JU87 Stuka.
En la pel·lícula, l'avió de Kessler porta pintat sobre el seu fuselatge el nom sencer de la seva promesa, Lola. Promès durant la Gran Guerra amb Lola Zink, Ernst Udet pilotava un caça que portava en el fuselatge el monograma LO! del nom de la seva futura esposa.

## Repartiment
- Robert Redford: Waldo Pepper
- Bo Svenson: Axel Olsson
- Bo Brundin: Ernst Kessler
- Susan Sarandon: Mary Beth
- Geoffrey Lewis: Newt
- Edward Herrmann: Ezra Stiles
- Philip Bruns: Dillhoefer
- Roderick Cook: Werfel
- Kelly Jean Peters: Patsy
- Margot Kidder: Maude
- Scott Newman: Duke
- James S. Appleby: Ace
- Patrick W. Henderson Jr.: Scooter
- James Harell: el granger